# 自衛隊秋田地方協力本部
自衛隊秋田地方協力本部（じえいたいあきたちほうきょうりょくほんぶ、Akita Provincial Cooperation Office）は、秋田県秋田市山王4丁目3-34に所在する自衛隊地方協力本部のひとつである。陸・海・空自衛隊共同の機関だが、通常は陸上自衛隊の東北方面総監の指揮監督下にある。管轄する地域における防衛省・自衛隊の総合窓口として秋田県管内で活動する。

## 沿革
自衛隊秋田地方連絡部
- 1956年（昭和31年）8月1日：自衛隊秋田地方連絡部が編成される[2]。

自衛隊秋田地方協力本部
- 2006年（平成18年）7月31日：自衛隊秋田地方協力本部に改編される。

## 出先機関
- 秋田募集案内所　担当地区：秋田市、潟上市、男鹿市、五城目町、八郎潟町、大潟村
- 能代地域事務所　担当地区：能代市、八峰町、三種町、藤里町
- 由利本荘地域事務所　担当地区：由利本荘市、にかほ市
- 大仙地域事務所　担当地区：大仙市、仙北市、美郷町
- 横手地域事務所　担当地区：横手市、湯沢市、羽後町、東成瀬村
- 大館出張所　担当地区：大館市、鹿角市、北秋田市、小坂町、上小阿仁村
- 地域援護センター　（秋田駐屯地内）

## 主要幹部
| 官職名                   | 階級    | 氏名     | 補職発令日     | 前職                                                    |
| ------------------------ | ------- | -------- | -------------- | ------------------------------------------------------- |
| 自衛隊秋田地方協力本部長 | 1等空佐 | 髙橋和栄 | 2025年03月24日 | 航空幕僚監部人事教育部人事教育計画課 人事教育計画調整官 |

| 代 | 階級    | 氏名       | 在職期間                                                    | 出身校・期                        | 前職                                                    | 後職                                                                                              |
| -- | ------- | ---------- | ----------------------------------------------------------- | --------------------------------- | ------------------------------------------------------- | ------------------------------------------------------------------------------------------------- |
| 01 | 2等陸佐 | 恒河勇太郎 | 1956年08月01日 - 1959年08月04日                             | 日本大学 昭和10年卒               | 第6管区総監部警務課長 （2等陸佐）                       | 定年退官 （1等陸佐昇任）                                                                          |
| 02 | 2等陸佐 | 田中正一   | 1959年08月04日 - 1961年07月31日                             | 陸士49期                          | 第5普通科連隊副連隊長                                   |                                                                                                   |
| 03 | 1等陸佐 | 浦川泰一郎 | 1961年08月01日 - 1964年03月15日                             | 早稲田大専 昭和11年卒             | 第2管区総監部第1部長                                    | 第14普通科連隊長 兼 金沢駐とん地司令                                                              |
| 04 | 1等陸佐 | 中根平次   | 1964年03月16日 - 1965年03月15日                             | 陸士48期・ 陸大60期               | 西部方面総監部通信課長                                  | 自衛隊愛知地方連絡部長                                                                            |
| 05 | 1等陸佐 | 桑名清     | 1965年03月16日 - 1967年07月16日                             | 陸士49期・ 陸大60期               | 第24普通科連隊長                                        | 陸上幕僚監部付                                                                                    |
| 06 | 1等陸佐 | 米田満     | 1967年07月17日 - 1969年03月16日                             | 慶應義塾大学 昭和17年卒・ 短現9期 | 第4普通科連隊長                                         | 千僧駐とん地業務隊長                                                                              |
| 07 | 1等陸佐 | 蔀哲朗     | 1969年03月17日 - 1970年07月15日                             | 多賀工専                          | 陸上自衛隊業務学校勤務                                  | 陸上幕僚監部付 →1971年7月16日 東北方面総監部募集課長                                              |
| 08 | 2等陸佐 | 中川求     | 1970年07月16日 - 1972年07月16日 ※1971年07月01日 1等陸佐昇任 | 陸士58期                          | 第21普通科連隊副連隊長 （2等陸佐）                      | 第35普通科連隊長                                                                                  |
| 09 | 1等陸佐 | 加島敬一   | 1972年07月17日 - 1974年07月15日                             | 陸士58期                          | 陸上幕僚監部第1部勤務                                   | 陸上自衛隊少年工科学校教育部長                                                                    |
| 10 | 1等陸佐 | 柴田久     | 1974年07月16日 - 1976年08月01日                             | 陸士60期                          | 陸上幕僚監部第1部勤務                                   | 陸上幕僚監部厚生課総括班長                                                                        |
| 11 | 1等陸佐 | 鶴田昌治   | 1976年08月02日 - 1978年03月15日                             | 陸士60期                          | 陸上自衛隊幹部学校学校教官                              | 仙台駐とん地業務隊長                                                                              |
| 12 | 1等陸佐 | 野村利幸   | 1978年03月16日 - 1980年03月16日                             | 福井中学・ 4期幹候                | 陸上自衛隊高射学校人事科長                              | 第10師団司令部付 →1980年7月1日 退職                                                               |
| 13 | 事務官  | 狩野良徳   | 1980年03月17日 - 1982年08月01日                             | 学習院大学 昭和30年卒             | 防衛庁人事教育局人事第2課勤務                           | 防衛庁人事局人事第3課給与室長                                                                     |
| 14 | 1等空佐 | 児玉節正   | 1982年08月02日 - 1984年07月31日                             | 防大4期                           | 航空幕僚監部人事教育部教育課 一般教育班長               | 航空自衛隊幹部学校勤務                                                                            |
| 15 | 1等海佐 | 今野克己   | 1984年08月01日 - 1986年07月31日                             | 防大1期                           | 海上自衛隊第3術科学校教育第1部長                        | 海上自衛隊第3術科学校学生隊長                                                                     |
| 16 | 1等海佐 | 竹内秀人   | 1986年08月01日 - 1988年07月31日                             | 9期幹候                           | 余市防備隊司令                                          | 第1潜水隊群司令部付 →1988年12月11日 退職                                                          |
| 17 | 1等海佐 | 安部真一朗 | 1988年08月01日 - 1990年03月15日                             | 宮崎大学・ 11期幹候               | 航空集団司令部幕僚                                      | 館山航空基地隊司令                                                                                |
| 18 | 1等空佐 | 村岡亮道   | 1990年03月16日 - 1992年03月15日                             | 防大11期                          | 航空幕僚監部副監察官                                    | 第8航空団副司令                                                                                   |
| 19 | 1等空佐 | 柴田雄二   | 1992年03月16日 - 1994年03月22日                             | 防大14期                          | 航空幕僚監部人事教育部教育課 一般教育班長               | 第1航空団基地業務群司令                                                                           |
| 20 | 1等空佐 | 正岡富士夫 | 1994年03月23日 - 1996年03月31日                             | 防大15期                          | 航空幕僚監部人事教育部人事計画課 企画班長               | 第1航空団基地業務群司令                                                                           |
| 21 | 1等空佐 | 板津卓世   | 1996年04月01日 - 1998年11月30日                             | 岐阜大学 昭和47年卒               | 航空支援集団司令部防衛部防衛課長                        | 航空幕僚監部総括副監察官                                                                          |
| 22 | 1等陸佐 | 藤井信二   | 1998年12月01日 - 2001年06月28日                             | 防大14期                          | 第33普通科連隊長 兼 久居駐屯地司令                      | 陸上自衛隊中央業務支援隊長 兼 市ヶ谷駐屯地司令                                                    |
| 23 | 1等陸佐 | 山下富雄   | 2001年06月29日 - 2003年07月31日                             | 防大21期                          | 陸上幕僚監部装備部武器・化学課 総括班長                 | 陸上自衛隊研究本部主任研究開発官                                                                  |
| 24 | 1等陸佐 | 吉田則之   | 2003年08月01日 - 2005年03月31日                             | 防大20期                          | 第6地対艦ミサイル連隊長 兼 宇都宮駐屯地司令             | 防衛研究所主任研究官                                                                              |
| 25 | 1等空佐 | 幕田啓二   | 2005年04月01日 - 2007年03月31日                             | 防大22期                          | 航空幕僚監部人事教育部厚生課 給与室長                   | 北部航空施設隊司令                                                                                |
| 26 | 1等空佐 | 三浦博安   | 2007年04月01日 - 2009年03月31日                             | 防大28期                          | 航空幕僚監部総務部会計課予算班長                        | 航空自衛隊幹部候補生学校勤務                                                                      |
| 27 | 1等空佐 | 太田久雄   | 2009年04月01日 - 2011年04月14日                             | 防大30期                          | 航空幕僚監部人事教育部人事計画課 制度班長               | 航空教育隊第1教育群司令                                                                           |
| 28 | 1等空佐 | 阿部博文   | 2011年04月15日 - 2013年03月22日                             | 防大31期                          | 航空自衛隊幹部候補生学校業務部長                        | 統合幕僚監部総務部総務課人事室長                                                                  |
| 29 | 1等空佐 | 田邊道     | 2013年03月23日 - 2015年03月31日                             | 防大31期                          | 統合幕僚学校教育課第1教官室 学校教官                    | 第1輸送航空隊副司令                                                                               |
| 30 | 1等空佐 | 原田一樹   | 2015年04月01日 - 2017年03月31日                             | 防大34期                          | 第3高射群副司令                                         | 航空自衛隊幹部学校勤務                                                                            |
| 31 | 1等空佐 | 今福博文   | 2017年04月01日 - 2019年03月06日                             | 日本大学・ 78期幹候               | 航空幕僚監部装備計画部装備課 技術支援室長               | 防衛研究所政策研究部 軍事戦略研究室長                                                             |
| 32 | 1等空佐 | 大久保正広 | 2019年03月07日 - 2021年03月17日                             | 青山学院大学・ 82期幹候           | 航空幕僚監部総務部総務課 警務管理官                     | 航空幕僚監部人事教育部募集・援護課募集・援護調整官 兼 航空幕僚監部人事教育部 募集・援護課企画班長 |
| 33 | 1等空佐 | 米山浩     | 2021年03月18日 - 2023年03月29日                             | 熊本大学・ 85期幹候               | 統合幕僚監部運用部運用第2課 災害対策調整官              | 航空幕僚監部総括副監理監察官                                                                      |
| 34 | 1等空佐 | 上村宗顕   | 2023年03月30日 - 2025年03月23日                             | 防大42期                          | 航空幕僚監部運用支援・情報部 運用支援課部隊訓練第2班長  | 第7航空団基地業務群司令                                                                           |
| 35 | 1等空佐 | 髙橋和栄   | 2025年03月24日 -                                            | 防大45期                          | 航空幕僚監部人事教育部人事教育計画課 人事教育計画調整官 |                                                                                                   |